# Garotos da Rua
Garotos da Rua est un groupe brésilien de rock 'n' roll, originaire de Rio Grande, dans le Rio Grande do Sul. Le groupe connait un succès national dans les années 1980 avec le morceau Tô de Saco Cheio, qui devientun classique du rock gaúcho.
Le groupe est toujours actif avec son batteur original Edinho Galhardi, Zebu Knight Rider, Paulo Franzmann et Juliano Backer, qui ont travaillé avec Bebeco Garcia et Edinho depuis la fin des années 1990.

## Histoire
Garotos da Rua, dont le nom est inspiré d'une chanson de Carlos Caramez et Sérgio Mello, est formé en juillet 1983 à Porto Alegre par Bebeco Garcia, le batteur Edinho Galhardi, le saxophoniste King Jim et le bassiste Mitch Marini. Ils commencent à jouer en tant que groupe interne au bar Rocket 88, un bastion du rock 'n' roll dans la ville.
Toujours en 1985, ils signent avec le label RCA et se font connaître au niveau national avec le tube Tô de Saco Cheio, dont le succès les convainc de déménager à Rio de Janeiro. Enthousiastes, ils sortent leur premier album sur RCA, Garotos da Rua, qui comprend également les morceaux Você é Tudo que Eu Quero, Sabe o Que Acontece Comigo ?, Babilina, ão é Você (avec la guitare de Celso Blues Boy) et Gurizada Medonha. L'année suivante, ils enregistrent l'album Dr. em Rock 'n' Roll, et le morceau Eu Já Sei devient un succès dans tout le pays, apparaissant sur la bande originale du feuilleton Mandala de Rede Globo. En 1988, avec un répertoire mêlant le blues, le rhythm and blues et le rock, les Garotos enregistrent l'album Não Basta Dizer Não, consolidant ainsi leur position sur le marché brésilien. Malgré le départ de la plupart des membres du groupe, seul Bebeco Garcia reste, en 1992 ils sortent l'album Blues Climax 900º et le groupe met fin à ses activités en 1994, lorsque Bebeco décide de se consacrer à sa carrière solo.
Le 19 mai 2010, le chanteur et ancien guitariste du groupe Bebeco Garcia est décédé à Porto Alegre,,. En 2019, Edinho invite Leonardo Rechia (qui avait déjà joué avec Bebeco), Klismann Timm et Franco Oliveira (guitariste) et crée le projet appelé Garotos da Rua by Edinho Galhardi.
En décembre 2020, ils sortent deux EP, chacun avec deux titres – un inédit et un classique. En janvier 2021, ils sortent un album live, enregistré en 2019 au CIDEC Sul à Rio Grande.

### Autres membres
En 2019, King Jim et Justin Vasconcelos partent en tournée commune, se remémorant les plus grands succès du groupe,. En 2023, King et Justin font équipe avec Joao Pedro Bonfá, fils du batteur Marcelo Bonfá (de Legião Urbana), dans un projet intitulé Legião Encontra Garotos, avec des tubes de Garotos da Rua et Legião Urbana,,,,.

## Discographie

### Albums studio
- 1983 : Sabe o Que Acontece Comigo?
- 1985 : Programa
- 1986 : Garotos da Rua
- 1987 : Dr. em Rock 'n' Roll
- 1988 : Não Basta Dizer Não
- 2004 : Caminho da Estrada

### Albums live
- 1992 : Garotos da Rua ao Vivo - Blues Climax 900º

### Compilations
- 1985 : Rock Garagem (divers)
- 1986 : Rock Grande do Sul (divers)
- 1999 : Hot 20